# Llandinam Bridge
Die Llandinam Bridge (walisisch Pont Llandinam) ist eine Straßenbrücke über der River Severn bei dem Dorf Llandinam in der Principal Area Powys in Wales. Sie steht unmittelbar neben der A470, die dort am Fluss entlang verläuft.
Die 27,4 m lange und 3,4 m breite Brücke überquert den Fluss mit einem Bogen. Sie hat eine Fahrbahn, die für ein Fahrzeug breit genug ist, aber keine Gehwege. Der Verkehr ist seit 1906 auf 3 Tonnen beschränkt. 
Sie war die erste von Thomas Penson als County Surveyor von Montgomeryshire entworfene, von den Hawarden Ironworks gegossene und 1846 errichtete gusseiserne Bogenbrücke. Ihr Segmentbogen besteht aus drei gusseisernen Bogenrippen, die aus miteinander verschraubten Gussstücken bestehen und durch Querträger versteift sind. Die Zwickel sind durch Gussstücke ausgefüllt, die gekreuzte Streben bilden.
Sie ähnelt der von Thomas Penson später entworfenen Brynderwen Bridge (1852) und seiner Caerhowel Bridge (1858). Alle drei wurden von der Mythe Bridge (1826) und der Holt Fleet Bridge (1828) von Thomas Telford beeinflusst.
Die Llandinam Bridge steht seit 1994 unter Denkmalschutz (Grade II*).
Neben der Brücke steht ein Denkmal von David Davies, einem walisischen Unternehmer und Politiker, der eine wichtige Rolle beim Bau der Brücke gespielt hat.